# 小林大祐
小林 大祐（こばやし だいすけ、1987年〈昭和62年〉6月24日 - ）は、日本のプロバスケットボール選手。福岡県出身。ポジションはシューティングガード。

## 人物

### 学生時代
長丘中を卒業後、福大大濠高に進学。3年時、千葉インターハイで延岡学園高に僅差で敗れ準優勝。ウィンターカップは県予選で福岡第一高に敗れ本大会出場はならなかった。その後、慶應義塾大学へ進学。卒業後は日立へ入社。

### JBL時代
2010年：日立サンロッカーズ（現：サンロッカーズ渋谷）に入団。同年の新人賞（JBL 2010-11 ルーキー・オブ・ザ・イヤー）受賞。
2014年：リンク栃木ブレックス（現：宇都宮ブレックス）へ移籍。

### B.LEAGUE時代
2016年：ライジングゼファーフクオカへ移籍。
2019年：茨城ロボッツへ移籍。
同時に3人制バスケットボール国内プロリーグ3x3.EXEのUTSUNOMIYA BREX.EXEに所属。3x3日本代表として海外大会へも参加している。
また、日本プロバスケ選手としては初となるMBA取得に向けグロービス経営大学院へ入学。
2021年：アルティーリ千葉へ移籍。
2023年：5月26日、MBA(経営学修士)取得を自身のツイッター上で報告している。
2024年6月27日に横浜エクセレンスへの期限付き移籍が発表された。

## 経歴
- 長丘中 - 福岡大濠高校 - 慶應義塾大学 - 日立サンロッカーズ（2010年 - 2014年）-リンク栃木ブレックス（2014年 - 2016年） - ライジングゼファーフクオカ（2016年 - 2019年）-茨城ロボッツ（2019年 - 2021年） - アルティーリ千葉（2021年 -  2025年）
- 小学5年：全国大会優勝
- 中学2年：全国大会出場
- 高校3年：インターハイ準優勝
- 大学1.4年：インカレ準優勝、3年：インカレ優勝

## 受賞歴
- JBL 2010-11 ルーキー・オブ・ザ・イヤー
- 3x3 JAPAN TOUR 2019 MVP